# Регионы Сингапура
Регионы Сингапура — условное деление территории Сингапура. Официально республика из-за своего малого размера не имеет административного деления. Но для облегчения экономического планирования территория разделена на пять регионов: Центральный, Восточный, Северный, Северо-Восточный и Западный. Регионы в свою очередь делятся на 55 планировочных районов, включая два водосборных района.
|                  |        |                                  |              |           |
| Регион           | Районы | Крупнейший район                 | Площадь, км2 | Население |
| Центральный      | 11+11  | Букит-Мерах (англ. Bukit Merah)  | 131,5        | 929 082   |
| Западный         | 12     | Джуронг-Уэст (англ. Jurong West) | 255          | 893 739   |
| Северо-Восточный | 7      | Хоуган (англ. Hougang)           | 138,1        | 747 216   |
| Восточный        | 6      | Бедок (англ. Bedok)              | 110          | 692 280   |
| Северный         | 8      | Вудлендс (англ. Woodlands)       | 135          | 504 920   |